# 日本のラグビーユニオン
本項では日本におけるラグビーユニオン（にほんにおけるラグビーユニオン）について記述する。日本においてラグビーユニオンは人気スポーツである。日本のラグビーユニオン登録選手数は世界第11位（108,796人）、総競技人口は第6位（約295,939人）であり（2018年の報告書）、100年以上の歴史を持つ。日本には約11万人のラグビー選手、2,929の公式ラグビークラブがあり（2018年時点）、ラグビー日本代表の世界ランキングは第8位である（2019年ワールドカップ開幕時点）。

## 呼称
日本式呼称は闘球（とうきゅう）であるが、かつてはラ式蹴球（しゅうきゅう）とも呼んでおり、早稲田大学ラグビー蹴球部は当初「ラ式蹴球部」だった。
日本でサッカー（ア式蹴球）が行われると混同をさけるため、ラグビーの呼称が定着した。単に「蹴球」と呼ぶ場合、昔はラグビーを指したが、サッカー人気が定着してからはサッカーを指す様になった。

## 統括団体
日本におけるラグビーユニオンは日本ラグビーフットボール協会 (JRFU) によって統括されている。
日本ラグビーフットボール協会は1926年11月30日に公式に設立され、1987年ワールドカップの直前、1987年に国際ラグビー評議会 (IRB) の正会員（かつ評議会の一議席）となった。また、アジアラグビーフットボール協会の創立メンバーである。

## 歴史

### 初期の歴史

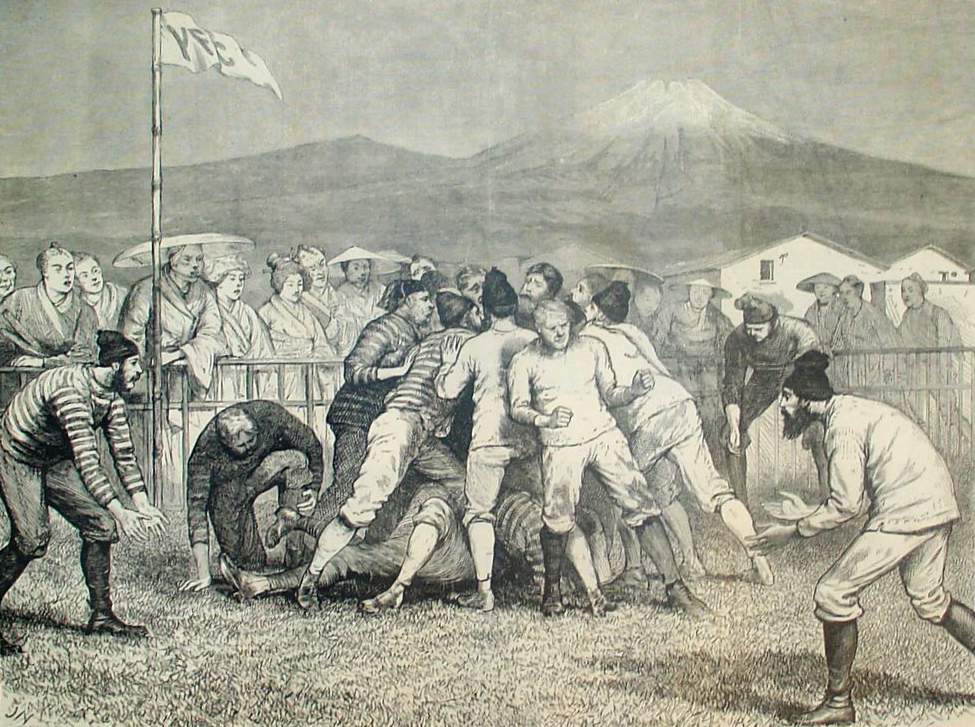
1874年、横浜でのラグビーの試合

多くの西洋の習慣と同様に、ラグビーフットボール は日本に素早く伝来した。アメリカ合衆国が日本の開国を「砲艦外交」で迫ってから30年も経たない内に、ラグビーは外国人により日本でプレーされ、ラグビーが伝わると日本人はすぐに取り入れた。日本人の一部はラグビーの中に「武士道」を見出し、ラグビーの試合の価値を重んじた。
日本で記録された初めてのラグビーの試合は、1874年にイギリスの船員によって横浜で開催された。試合は横浜で開催されたり、神戸のようなその他の条約港で長期滞在外国人と立ち寄った船の乗組員や守備隊などとの間で行われたが、日本人が参加することはほとんどなかった。
日本人初のラグビープレーヤーとして記録に残っているのは菊池大麓で、英国留学中の1872年（明治5年）にUniversity college schoolにてラグビーの試合に出場したことが文献に残っている。
日本に「公式」にラグビーが紹介されたのは、1899年、横浜生まれのエドワード・B・クラーク教授と田中銀之助によって慶應義塾大学の学生に紹介された時である。クラークと田中は共にケンブリッジ大学の卒業生であった。日本のラグビーは1920年代にようやく成長し始めた。クラークは慶應大学で1899年から1910年まで英語を教え、ラグビーをコーチした。その後、右脚の怪我によりプレーを断念せざるを得なくなった。
クラークは、「夏の後や冬の後の日々に屋外で若者がすることが何もないように見えた。冬の野球はまだ行われておらず若者達は時間と素晴しい屋外の天気を無駄にしてぶらぶらしていた」ため、彼の生徒達になにか建設的なことを教えたかったと述べている。

### 20世紀初頭

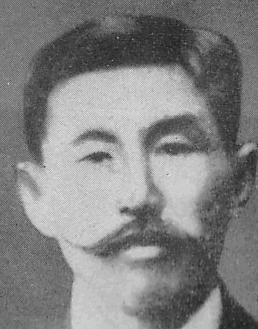
日本ラグビーの父の一人である田中銀之助

1901年、慶應義塾大学は「Yokohama Foreigners」と対戦し35対5で敗れたが、これによってラグビーにおける人種の壁が壊された。クラーク教授はこの試合でプレーし、Shiyodaと呼ばれる生徒がトライを決めた後に、クラークはコンバージョンを成功させた。
日本ラグビーフットボール協会 (JRFU、1926年創立) は、、この頃に「The Land of the Rising Scrum」と呼ばれるパンフレットを出版し（日出ずる国 The Land of the Rising Sunを意味する「日本」に掛けている）、皇室は長年ラグビーの熱烈な支援者となっている。
慶應義塾大学ラグビー部は1909年にラグビーを紹介する書籍を出版したが、法学者田中萃一郎は序文に、「ウェールズ議員全部を率いているロイド・ジョージが英国大蔵総裁の要職を占めている時に、日本に（ラグビーが）紹介されたのは偶然ではあるまい」との旨の所感を述べている。
20世紀初頭における日本ラグビーの成長は天文学的であり、1920年代には1,500近くのラグビークラブがあり、6万人以上の選手が登録されていた。この人数は、スコットランド、ウェールズ、アイルランドを合わせた選手数よりも多い。
明治大学、慶應義塾大学、早稲田大学は日本におけるラグビーの中心となり、慶應と早稲田の対抗戦は1924年から毎年開催されている。同志社大学と早稲田大学は1923年に初の大学間の試合を行った。今でもこれらの大学はラグビー強豪校である。
このように極めて素晴しい模様にもかかわらず、日本のラグビーは極度に孤立しており、初めての島外への遠征は1930年代まで行われなかった。日本およびカナダは、主要な「伝統的」ラグビー国以外の国として初めて遠征を行った。日本は1930年にカナダブリティッシュコロンビア州に遠征し、カナダは1932年に日本へ遠征した。カナダは日本で行われた6試合のうち5試合に勝利したが、1932年1月31日に2万5千人の観衆の前で行われた日本代表との試合では38対5で敗れた。カナダチームは貿易代表団によって呼び寄せられていた。
カナダ人達はこの敗戦について「度を越えた娯楽、短い期間に試合を行い過ぎたこと、集った日本の貴族の前で日本人が飛び抜けて素晴らしいプレーをした」せいであるとした。
1934年、オーストラリアの大学チームが日本に遠征し、2万人を越える観衆の前で慶應と早稲田に敗れた。

### 秩父宮

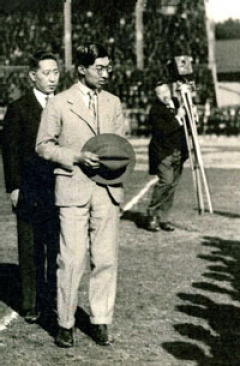
昭和天皇の弟である秩父宮雍仁親王は熱心なスポーツマンであり、日本におけるラグビーの振興に尽力した。

第二次世界大戦後、秩父宮雍仁親王は多くの競技団体の名誉総裁となり、スキーやラグビーユニオン、その他のスポーツの振興に尽力したことから「スポーツの宮様」と呼ばれた。雍仁親王はJRFU会長の香山蕃が長い航海から帰国し雍仁親王にラグビーを「売り込む」ことができるようになった後、ラグビーに「転向」した。雍仁親王はオックスフォード大学モードリン・カレッジに通ったが、大正天皇の崩御により日本に帰国したため、一期しか滞在しなかった。日本で、慶應対早稲田の試合を見て雍仁親王の興味はさらに強くなり、1926年にJRFUの会長となった。
雍仁親王の死後、北青山二丁目にある東京ラグビー競技場は秩父宮ラグビー場と改称された。ラグビーユニフォーム姿の雍仁親王の像が競技場に建てられた。

### 東条政権と第二次世界大戦
1930年代終わりと1940年代初め、大政翼賛会は特に外国的と見られたため、皇族はラグビーを支援し続けていたにもかかわらず、ラグビーに対して敵対的な傾向にあった。その結果、ラグビーは「闘球」と名称を変えることになった。
第二次世界大戦の結果として多くの日本人選手が亡くなり、競技施設のほとんども爆撃によって破壊された。しかし、ラグビーの試合は戦時中も、軍隊によって競技場が接収され、選手の死亡により試合が不可能ともなった1943年まで続けられた。

### 戦後
日本のラグビーは、施設への甚大な被害や多くの選手の死にもかかわらず、戦後驚くべき速度で復興した。戦争集結後一ヶ月も経たない1945年9月、北海道におけるラグビー選手の募集広告は何とか15名未満の人数を呼ぶことができた。1945年9月23日、戦後初めての学校対抗戦が京都で行われた。神戸製鋼所はラグビーが労働者の規律を高めると考えたため、1945年の終わりの社員へラグビーへの参加を後押しした。これは後の日本ラグビーへの企業の深い関与の先例となった。
1950年代、イングランドの主要な大学チームの2つが日本へ遠征を行った。オックスフォード大学は1952年と1956年に日本遠征を行い、ケンブリッジ大学は1953年に遠征した。1959年には、合同のオックスブリッジチームが遠征を行った。この時期にジュニアオールブラックスも遠征を行った。
1968年、日本はニュージーランド遠征でジュニアオールブラックスに4連敗の後23対19で勝利したが、その後5連敗した。

### 1970年代
1971年、イングランドが日本に遠征した。金野滋は日本人選手に高さが欠けていることが問題であったと認めたが、それにより、「ボールを拾い上げやすく、スクラム内でまとまりやすく、一般的により素早く動き回ることができる。これは我々の強さであり、我々はそのようにプレーしなくてはならない。」と述べている。
ラグビーフットボールユニオン (RFU) 百周年の年である1971年9月29日、早稲田大学の大西鐡之祐教授が監督を務めた日本は東京でイングランドにわずか3対6で敗れた。
日本による初めてのグレートブリテン遠征は1973年であった。
日本の厚い選手層にもかかわらず、日本の土地の狭さからくる競技場の欠如という大きな問題があった。そのため、競技場は午前6時から夜遅くまで使用されることもあった。また、日本のラグビーには暴力や暴行がないという美点もある。1975年、自衛隊内で行われた試合が手に負えない状態になり、両チームとも解散、隊長は処分を受け、選手は全員無期限出場停止になったという逸話が残っているが、おそらくそれ以降大きな問題は起きていない。
日本のチームはスピードと機知に富むことで知られているが、南半球やヨーロッパの選手と比べた体の小ささによって不利な立場となることがある。しかしながら、これは日本の食事が、魚のかわりに肉の量が増えてきて、より西洋の食事に近くなってきたことによって変化している（日本が相撲の国であることからすると、日本でより大柄なラグビーユニオン選手が出てこない明白な理由はない）。
日本において、スポーツをする人々の像は比較的珍しいが、国立霞ヶ丘競技場陸上競技場にはラグビー選手のスクラムの像がある。

### 1980年代
1983年10月2日、カーディフ・アームズ・パークにおいて、日本はウェールズとの試合で24対29の5点差まで追い上げ驚かせた。
1989年5月28日、秩父宮ラグビー場で宿澤広朗がコーチを務めた日本代表は、ブリティッシュ・ライオンズのオーストラリア遠征で主力9人を欠くスコットランドを28対24で初めて破った。当時の日本代表には、神戸製鋼の屈強なセンター平尾誠二（主将）、ロックの大八木淳史と林敏之（日本代表38キャップ、オックスフォード大学歴代ベストXVの一員）がいた。ナンバーエイトのシナリ・ラトゥは大東文化大学の四年で、ウイング（No. 14）のスピードのある吉田義人は明治大学の三年だった。残っている試合映像によると、スコットランドは信じられない7度のペナルティーを失敗し、寛大に提供されたキッキングティーを断っている。このチームとほぼ同じチームが、1991年ワールドカップでジンバブエ代表に勝利した。

### 日本のラグビーにおける「シャマチュアリズム」と「外人」の告発
日本人は伝統的にラグビーユニオンにおけるアマチュアリズムの強い支持者であったが、伝統的に日本のチームの多くは大企業によって運営され、これらの企業によって社員として雇用されていた選手は「シャマチュアリズム」（shamateurism、アマチュア選手をプロ同様に扱うこと。sham〔みせかけの〕+ amateurism〔アマチュアリズム〕のかばん語）として有罪であったことは指摘しなければならない。
1970年代、多くの「外人」が日本の企業チームで プレーし始めた。しかし、日本のラグビーは前プロフェッショナル時代にこの点で決して孤立していた訳ではない。
この現象の主要な例は、神戸製鋼でプレーした「ワラビー」のイアン・ウィリアムスである。ウィリアムスは、日本で、現地の賃金の2倍の報酬を受け取っていた100人の「外人」選手がいたと1994年に見積っており、実際に仕事をしていたのはそのうちわずか6人程だっただろうと考えている。つい1995年には、金野滋はIRBへの覚書において、「（プロフェッショナリズムに関する）我々の指示が守られているとは断言できない」と記している。
ノーマン・ハドリーやジョー・スタンリーといった広範なトップ選手が様々な日本企業の社員となっていったが、トンガ代表のシナリ・ラトゥを含めその他の日本の国際的トップ選手は最終的には日本代表としてプレーした。イギリスで教育を受けた金野滋は日本の有名なアマチュアリズムの支持者だった。

### 1990年代
1990年代、アメリカ合衆国、カナダ、日本、香港、トンガ、フィジー、サモア、アルゼンチン（太平洋岸ではないが）によって環太平洋ラグビー大会の開催が検討されたが、2百万ドルの資金提供元が見付からなかったため断念された。
ラグビーユニオンによる規則では、アマチュア競技であることが永らく定められてきたが、1995年にこの「アマチュア宣言」が撤廃され、プロもアマも認める「オープン化」が宣言された。

### 現在
ラグビーワールドカップにおいて、日本代表は過去全てのワールドカップのアジア地区予選を突破しているが、本大会での成績は不振が続いた。1991年に開催された第2回ワールドカップでアフリカ代表として出場したジンバブエ（南アフリカはアパルトヘイト政策の制裁を受けていたため出場できなかった）に対する勝利が長らく唯一のものであったが、第8回ワールドカップで南アフリカ代表を34―32で破り24年ぶりの勝利を挙げた他、この大会では通算3勝を記録した。
日本のトレーニング方法は独創力よりも規律に重きを置いていると批判されている。一般的な基本練習の一つは「ラン-パス」である。これは選手がフィールドの長い距離を走りパスを交換する練習であり、しばしば一時間かそれ以上続けている。

### 森喜朗

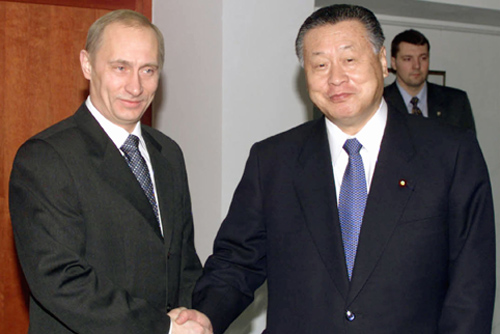
森喜朗元総理大臣とウラジーミル・プーチン大統領。

日本の森喜朗元総理大臣も高いレベルの選手でなかったものの早稲田大学でラグビーをプレーし、ラグビーへの情熱を育んだ。2005年6月、森元総理大臣は日本ラグビーフットボール協会 (JRFU) の会長となり、森の強い影響力によって2011年ワールドカップの日本への招致が期待されたが、開催地は2005年11月18日にニュージーランドに決定した。森会長はこれについて英連邦の国々が「仲間内だけでパスを回すのか」と批判した（森喜朗#外交活動を参照）。2019年ワールドカップはアジアで初めて、日本で開催された（ラグビーワールドカップ日本招致活動を参照）。
森会長は連立政権の他党との関係について「ラグビーでは一人ではスターになれない、一人はみんなのために、みんなは一人のためにプレーするのだ」と述べている。

## ラグビーワールドカップ2019
詳細は「ラグビーワールドカップ2019」を参照。
2009年7月28日にダブリンにおいてIRBの特別会合が開かれ、2015年ワールドカップ開催国とともに日本が2019年ワールドカップのホスト国と発表された。

## 大学ラグビー
日本のラグビーは慶應義塾大学、同志社大学、早稲田大学、明治大学などの大学ラグビーの伝統校が戦前から定期戦を行い発展してきた。近年では関東学院大学や帝京大学などの新興勢力が伝統校に肩を並べている。また、（大学スポーツ全体に言えることであるが）関東の大学が他地域の大学を戦力の質・量、実績共に圧倒している。
もっとも、ラグビーは元々九州で盛んで全国社会人ラグビーフットボール大会の初期の優勝チームは九州勢が続いたという歴史もあり、高校ラグビーでは西日本の高校が優勢であり、西日本の高校出身の選手も多く出場している。
日本選手権での対戦成績を見ても実力では社会人が大学に大きく水をあけているにもかかわらず、社会人ラグビーのトップクラス同士の集客力は大学ラグビーの人気カード（早明戦、早慶戦など）に及ばず、日本ラグビー界の大きな課題となっている。

## 日本代表

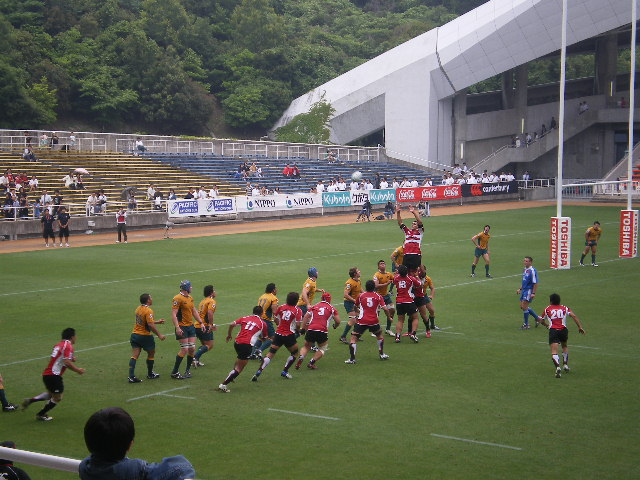
日本対オーストラリアA（2008年8月6日）

「チェリーブロッサムズ」と呼ばれる日本代表の国際ラグビー評議会 (IRB) による世界ランキングは第10位である（2015年10月現在）。
日本代表はワールドカップには1987年の第1回大会から途切れなく出場を続けているが、本大会では1991年にジンバブエに勝利して以降、2015年に南アフリカに勝利するまで24年間勝ち星がなかった。国際ラグビー評議会 (IRB) がプロを認めた1995年にはオールブラックス（ニュージーランド代表）に17‐145の大敗を喫している。また2007年のフランス大会ではオーストラリア代表ワラビーズに3-91という大差で負けており、世界のトップクラスの国々とはまだ大きな開きがある。なお、第3回大会のオールブラックス戦での大敗を機にラグビー人気は下火になり、それまで地上波で放送されていた国内の好カードも、CS放送でしか見られなくなったと指摘する声がある。
日本代表は大抵、ワールドカップのためにIRB規則を満たした1人か2人の外国生まれの選手を補強する。この中でニュージーランド出身のアンドリュー・ミラーとアンドリュー・マコーミック、トンガ出身のシナリ・ラトゥが最も成功している。2015年ワールドカップでは、10人の外国出身選手が日本代表としてプレーした。

### ラグビーワールドカップ
日本は1987年の第一回大会から全てのラグビーワールドカップに出場している。日本は2019年大会のホスト国である。これまで8度の大会に出場している。かつては1991年大会ベルファストで宿澤広朗の指揮の下、ジンバブエに52-8であげた勝利が唯一のものだったが、2015年大会でエディー・ジョーンズの指揮の下、優勝2回を誇る南アフリカを34-32で下す世紀の番狂わせを実現させた。予選リーグ3勝1敗だったが勝ち点で南アフリカとスコットランドを下回り、初の1次リーグ突破はならなかった。W杯において3勝したチームが1次リーグ敗退となるのは史上初であった。

### スーパーカップ
スーパーカップはカナダ、日本、ルーマニア、アメリカ合衆国の代表チームによって毎年開催されていたラグビーユニオンの国際大会である。以前はスーパーパワーズカップとしても知られていた。後にパシフィック・ネイションズカップに取って代わられた。
日本は2004年に大会を制している。

### パシフィック・ネイションズカップ
パシフィック・ネイションズカップは環太平洋の代表チームが参加するラグビーユニオンの国際大会である。

### アジア5カ国対抗
アジア5カ国対抗はアジアにおけるラグビーの発展のために2008年に始まった新しい大会である。第一回大会の詳細は2008年アジア5カ国対抗を参照のこと。

### ジャパンセブンズ
2011-2012年シーズンから毎年巡回するラグビーセブンズ男子代表のIRBセブンズワールドシリーズに新たに創設されたジャパンセブンズが組み入れられる。本大会は第1回は3月と4月にまたがって週末に秩父宮ラグビー上で行われる。

## 国内大会

### トップリーグ
2003年、日本のラグビーユニオンの全体的な水準を改善するためにジャパンラグビートップリーグが設立された。これは日本初の全国的なリーグでありプロフェッションに向う第一歩だった。今までのところ、リーグは多くの近接した戦いや興奮する試合により成功しているが、試合の観客は一般的にそれほど多くなく根強い愛好家か企業の社員に限定されている。

### 日本選手権大会
本大会はシーズンの最後にトップリーグのチームとクラブ選手権優勝チーム、大学のトップ2チームによって行われる。

### プレーオフ
マイクロソフトカップは、マイクロソフトジャパンがスポンサーとなったノックアウト方式のトーナメントで、トップリーグの上位チームによって行われた。

### 全国大学選手権大会
全国大学ラグビーフットボール選手権大会は毎年開催される。

### 全国クラブ大会
毎年1月から2月にかけて、全国の地区クラブリーグ上位チームが参加して、トーナメント方式で全国クラブラグビー日本一を争う。かつては優勝チーム（タマリバクラブ）が日本選手権の一回戦へ出場していた。

### 全国大学クラブ大会
毎年12月に東西学生クラブリーグの王者が対戦し、全国学生クラブラグビー日本一を争う。

### 全国高校大会
全国高等学校ラグビーフットボール大会は毎年12月終りから1月頭にかけて東大阪にある近鉄花園ラグビー場で開催される。全国47都道府県の代表（北海道、東京は2、大阪は3チーム）が争う。
本大会は非常に成功した全国大会で、1200を越えるチームが参加する。

### 全国高校専門大会
全国高等専門学校ラグビーフットボール大会は毎年1月頭に神戸市にある神戸総合運動公園ユニバー記念競技場で開催される。全国高等専門学校の代表12チームで争う。

### 全国中学校大会
全国中学生ラグビーフットボール大会は毎年9月に水戸市にあるケーズデンキスタジアム水戸と水戸ツインフィールドの2会場で開催される。
全国ジュニア・ラグビーフットボール大会は、毎年12月下旬に東大阪市の東大阪市花園ラグビー場・東大阪市多目的広場で全国高校大会の休養日を利用して開催される。

## 人気

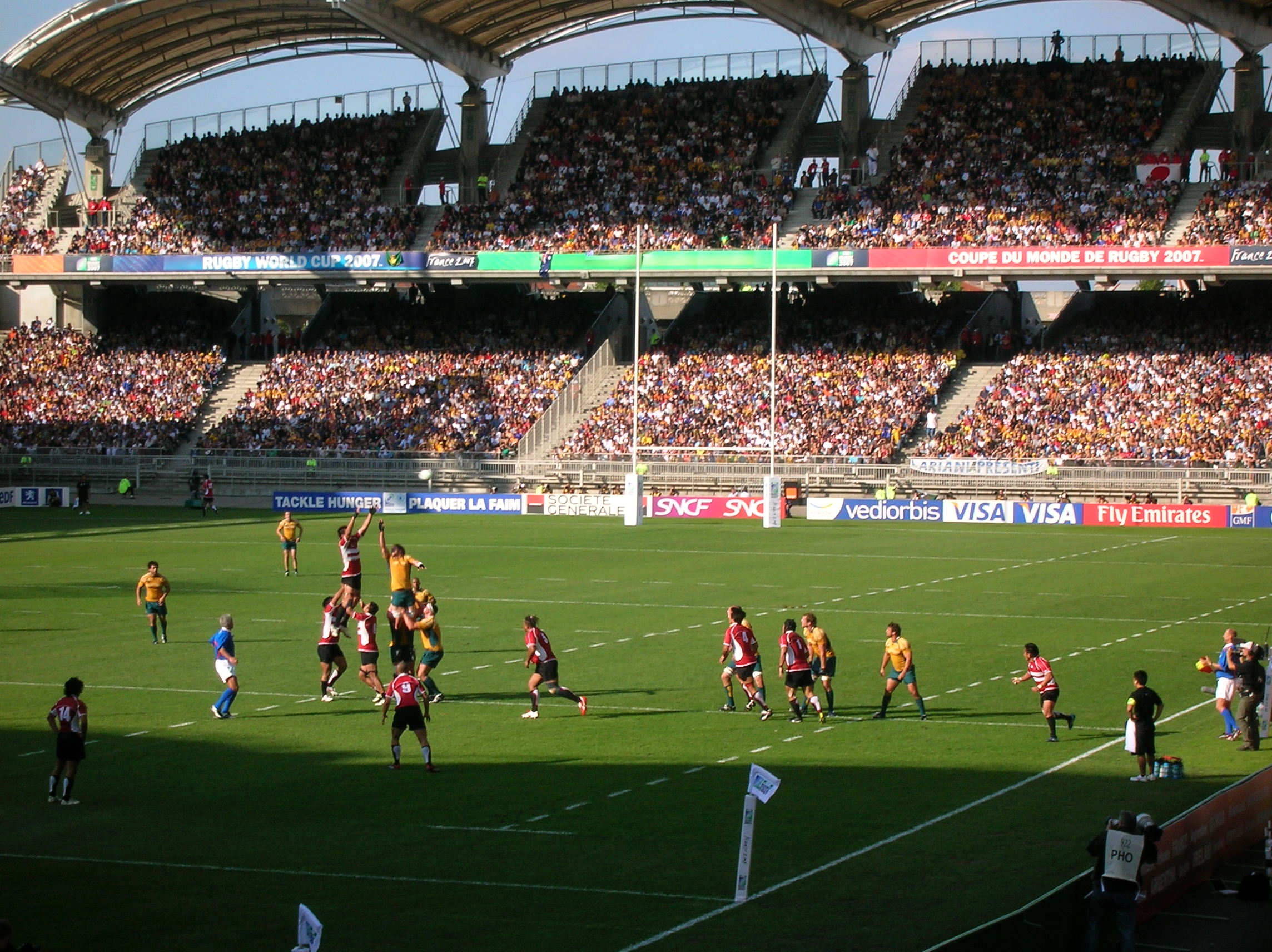
2007年ワールドカップで日本（赤）と戦うオーストラリア

チームスポーツとして、ラグビーユニオンの人気は野球およびサッカーに離された第3位であり、現実はラグビーユニオン日本代表が国際舞台、特にラグビーワールドカップにおいて継続的に成功を収めるまでは変わりそうにない。
現在は、ラグビーユニオンは地上波テレビチャンネルでめったに見ることはなく、主にCSおよびケーブル配信チャンネルに限られていることから、成長が妨げられている（全国大学ラグビーフットボール選手権大会決勝など大きな試合はNHKで放送されることがある）。

## 文化における引用
俳句では「ラグビー」「ラガー」は冬の季語。山口誓子がラグビーを題材にした俳句を連作にして詠んだことから季語となった。誓子は「ラガー」を「ラグビー選手」の意味で使用したがのちに「ラガーはサッカーに対応する語で選手の意味はない」という木崎国嘉の指摘を受けている。
- ラグビーの饐ゑしジャケツを着つゝ馴れ（山口誓子『黄旗』所収）
- レモン一片ラガーの疲れはや癒ゆる（山口誓子『方位』所収）

ラグビーは日本の大衆文化で時折言及される。
- テレビドラマ「スクール☆ウォーズ」に関するもの
  - スクール☆ウォーズ (テレビドラマ、1984年〜1985年)
  - スクールウォーズ2 (テレビドラマ、1990年〜1991年)
  - スクールウォーズ・HERO (映画、2004年、監督: 関本郁夫)
    - 1974年京都の工業高校が舞台となっている。校内暴力で荒廃し、ほとんど教師が生徒と交流できなくなっていたが、元ラグビー日本代表の体育教師はラグビーチームを作ることによって十代の怒りを前向きに導くことができると信じていた。内部の衝突や挫折にもかかわらず、チームは繋りを深め、彼らのほとんどがこれまで知ることのなかったある種の家族のような関係が築かれていった。そして、チームは全国大会をその視界にとらえつつあった[36]。この映画は京都市立伏見工業高等学校の伝統主義者のコーチであった山口良治と、山口の十代の非行との戦いのストーリーに基づいている[27]。

  - ヒーロー HOLDING OUT FOR A HERO (麻倉未稀による主題歌、1984年)
- 松任谷由実の楽曲「NO SIDE」に関するもの
  - ノーサイド (1984年)
  - ルージュの伝言 (テレビドラマ、1991年)
- うる星やつら『第9巻 PART-4　女王陛下と愛のラガーマン!!」 (1982年、小学館、ISBN 978-4091204493)
  - 異星人が地球に侵略してきたが、この地球外生命体の失敗はラグビーの試合中に到着したことだった。
- 「Myスポーツドリンク ラグビー」はラグビーの名前が付けられたスポーツドリンクの一種
- アニメ「フルメタル・パニック? ふもっふ」では主人公の相良宗介と千鳥かなめが彼らの学校のラグビーチームが常に試合に負けているため、次の試合に破れるとラグビー部が廃部になる状態だったため、次の試合に向けてラグビーチームを鍛えるエピソードがある。宗介がトレーニングの仕事を引き継ぐと、宗介は典型的な軍隊式トレーニングを用いてほかのあからさまに繊細な選手達を冷酷かつ冷血な「殺人マシーン」に変えたことによって、チームは試合を制しラグビー部は存続した。
- テレビドラマ「ノーサイド・ゲーム」（2019年、TBS）
  - 池井戸潤の小説を原作として、日本でラグビーワールドカップが行われた2019年に放送された。なお、演出の一人である福澤克雄は学生時代までラグビー選手であった。
  - 馬と鹿 (米津玄師による主題歌、2019年)

## その他
高校の部活動における死亡事故
10万人あたりの死亡事故確率は4.030人（柔道 3.417人、野球 0.961人）、2000年から2009年にかけて計12名が死亡している。但し、後遺症が残る障害事故は含まず。